# 小企鹅宝露露
《小企鹅宝露露》（韓語：뽀롱뽀롱 뽀로로）是一部由韓國艾康尼斯娛樂公司出品的兒童電視動畫片。動畫片的主人公是一只名叫“波露露”（Pororo）的小企鵝。該動畫片1998年首次在韓國國內放映，2004年開始在世界範圍發行，目前已在120多個國家發行。片中主角“波露露”（Pororo）得到小朋友們的廣泛喜愛，被其暱稱為“Po總統”或“企鵝總統”。
小企鵝波露露除了動畫片，還有許多諸如主題樂園、玩具、食品、用品、應用程序等衍生產品。韓國樂天集團与艾康尼斯娛樂公司簽約後，陸續在其旗下的購物中心和遊樂場推出Pororo主題樂園，成為韓國兒童最喜歡的主题樂園。

## 剧情背景
在一個遙遠的地方，有個遠離人類被冰雪覆蓋的寧靜海島。海島的森林裡有個小村莊，裡面住著一群可愛的小動物。他們是好奇淘氣的小企鵝波露露（Pororo）、溫和的大北極熊波比（Poby）、愛管閒事的小狐狸艾迪（Eddy）、膽小怕事的小海狸露比（Loopy）、友善的小企鵝妹妹貝蒂（Petty）、逍遙自在的蜂鳥哈利（Harry）、淘氣的小恐龍卡龍（Crong）、懂得使用魔法的棠棠、小汽車桃桃、外星人波波、比比。這些生活在一起的小動物有著不同的性格和愛好，因此時常也會在平静的生活中發生一些誤會、爭吵或有趣的事。但是他們始终都是好朋友，懂得互相帮助，總能找到及時解決困難的辦法。
几年前，在森林大树底下有一颗蛋孵出了一只可爱的企鹅宝宝名叫波露露。
几年后，又有一颗蛋孵出了一只可爱的企鹅宝宝名叫佩蒂。

## 主要角色
啵樂樂（配音：黃玉娟（香港）；陶敏嫻／連婉鈞（劇場版，台灣））
啵樂樂是动画的主角，从蛋孵出来的一只惹人喜愛的小企鵝。淘氣、充滿好奇心的啵樂樂喜歡去探索、玩耍，喜歡對他碰到的東西一探究竟，也常常给自己惹來麻煩。他喜歡快動作，但他短短的腿不能讓他去每個他想去的地方。但他有個心愛的滑雪板。雖然跌倒的時候要比在滑雪板上的時間還要多，但他還是可以高興地享受滑雪的速度。在劇場版 冰雪大冒險和小龍在大家的協助下獲得超威雪橇大賽的冠軍。
卡龍（小龍）（配音：林丹鳳（香港）；詹雅菁（第五季）／劉如蘋（劇場版，台灣））
小龍是一隻從啵樂樂撿到的恐龍蛋中孵化出來的小恐龍。在他看來啵樂樂是他的哥哥。因此無論啵樂樂去哪，他都會緊緊跟著。小龍年紀太小了，因此經常惹出一堆麻煩。小龍大叫或是打噴嚏的時候，會噴出火來。
龐比（波比）（配音：李錦綸（香港）；官志宏／孟慶府（劇場版，台灣））
波比是一隻溫和、善良的大北極熊。他身體強壯，但從不欺負他人，還很熱衷於給別人幫忙，也照顧村子裡的雜物。他最喜歡和朋友們一起做冰雕，也喜歡獨自哼著歌去釣魚。他在啵樂樂还是小婴儿的时候照顾过他
艾迪（配音：蔡惠萍（香港）；馮美麗→何志威（第五季）／歐祖豪（劇場版，台灣））
艾迪是一隻聰明但有些固執的小狐狸。他喜歡管閒事也愛講話。如果有人不聽他的，他就會不高興。但他在犯錯的時候，總是能坦率認錯。機智敏捷的艾迪在突發情形發生的時候對朋友們很有幫助。他喜歡搞修理和發明。不過有時候他的那些奇特發明也給村莊帶來不少的困擾。艾迪和啵樂樂是好朋友，兩個人經常給村子帶來新鮮事。
露比（配音：何璐怡（香港）；馮嘉德→林美秀（第五季）／王貞令→李昀晴（劇場版，台灣））
露比是一隻敏感且害羞的小海狸，她性格乖巧，守規矩，待人有禮，因而深受喜愛。
貝蒂（配音：林元春（香港）；王瑞芹→詹雅菁（第五季）／徐瑀甄（劇場版，台灣））
貝蒂是一隻身手敏捷的女企鵝，露比是她的好友。愛製作衣服。
夏利（哈利）（配音：張頌欣（香港）；馮嘉德／劉如蘋（劇場版，台灣））
哈利是一隻讓人似草莓般紅色的小鳥，波比是他的好友。哈利的家在波比家裡面，所以他們倆經常住在一起。哈利非常怕冷或唱歌讓人受不了。
棠棠（咚咚）（配音：巫哲棋（香港）；官志宏（第五季）（台灣））
棠棠是一隻年紀大的魔法龍，可以變成巨大飛龍，但施魔法有時出錯。
羅迪（配音：官志宏（第五季）（台灣））
羅迪是一隻像狐狸般的模樣機器人，是艾迪創造的，手和腳可以伸縮，頭可以轉動，身體裡面有收音機。
桃桃（嘟嘟）（配音：魏惠娥（香港）；林美秀（第五季）（台灣））
桃桃是一輛紅色的萬能汽車，車身圖案像賽車圖案。
時鐘（大鐘）（配音：陳卓智（香港）；何志威（第五季）（台灣））
棠棠的管家，負責幫棠棠遵守時間表。

## 劇場版角色

### 圣诞城堡
小企鵝PORORO跟他的好朋友們要一起到森林裏裝飾聖誕樹慶祝聖誕節的到來。但他們卻發現聖誕老公公生病了，於是他們決定要幫聖誕老公公執行聖誕節送禮物的工作。一路上發生了好多驚險有趣的事，最後他們能不能完成使命呢?

### 冰雪大冒險
影片講述了小企鵝Pororo與朋友們齊心協力挫敗壞蛋賽車手「步步」的連串陰謀，最終奪得「諾斯比亞」雪橇比賽冠軍的故事。
托托（配音：陳彥鈞（台灣））
托托是愛炫耀愛吹牛的烏龜，他是一個快遞冠軍，曾騙啵樂樂和他的朋友說他是超威雪橇大賽的冠軍，但最後在眾人面前背拆穿。只在劇場版 冰雪大冒險中出現。
蒙哥（配音：魏德（台灣））
蒙哥是托托快遞的好搭檔，多次提醒托托別吹牛但屢勸不聽。只在劇場版 冰雪大冒險中出現。
土霸（配音：歐祖豪（台灣））
土霸是一隻鬼計多端的棕熊，為了勝利不擇手段。只在劇場版 冰雪大冒險中出現。

### 恐龍島冒險記
一艘載著小恐龍的蛋型飛船墜落在了山谷，Pororo和朋友們修好飛船時，外星人卻綁架了小恐龍前往恐龍島，於是Pororo和朋友們踏上了營救小恐龍的冒險之旅。Pororo系列的動畫電影一直備受孩子喜愛，從簡單可愛的人物設計、鮮豔亮麗的色彩到充滿樂趣的冒險故事，都是家長和孩子的首選。
阿羅（配音：徐瑀甄（台灣））
阿羅是恐龍島的一隻小恐龍。只在劇場版 恐龍島大冒險中出現。
布莉（配音：李昀晴（台灣））
布麗是恐龍島的一隻腕龍。只在劇場版 恐龍島大冒險中出現。
彼得（配音：歐祖豪（台灣））
彼得是恐龍島的一隻翼龍。只在劇場版 恐龍島大冒險中出現。
大王（配音：陳彥鈞（台灣））
大王是恐龍島的一隻霸王龍。只在劇場版 恐龍島大冒險中出現。
歪先生（配音：陳彥鈞（台灣））
恐龍獵人，雖然是只專抓恐龍賣錢的獵人，但其實不管是什麼動物只要能賣就抓。最後失敗破產在宇宙中飄流。只在劇場版 恐龍島大冒險中出現。

### 金银岛历险记
PORORO和他的朋友們為了找尋古老的寶藏而開始了一場冒險。他們一直遭受到想要獨吞寶藏的壞海盜攻擊。PORORO和他的朋友們在藏有寶藏的島上遇到許多危機，但他們也因此而發現了許多比古老寶藏還要有意義的事物。
Pororo
- 台灣配音：連婉鈞（木棉花版）／陶敏嫻（東森幼幼台版）

波比
- 台灣配音：賈文安（木棉花版）

艾迪
- 台灣配音：歐祖豪（木棉花版）／江志倫（東森幼幼台版）

露比
- 台灣配音：穆宣名（木棉花版）

貝蒂
- 台灣配音：楊詩穎（木棉花版）

白銀（配音：宋昱璁（台灣））
是一位海盜船長
珍珍（配音：林筱玲（台灣））
白銀的其中一位船員
黑克（配音：喬資淯（台灣））

### 恐龙城堡历险记
在深山裡有一座巨龍城堡，想成為王的可疑魔法師凱德突然出現在此，奪走了封印著小龍王阿西的強大力量的寶石「龍之心」！另一方面，克龍偶然地吸收了「龍之心」的力量，隨著變成巨大克龍的同時，啵樂樂和朋友們也身陷危機。阿西和啵樂樂以及朋友們為了從壞蛋魔法師凱德身上重新奪回力量，製造無敵麥卡龍前往巨龍城堡！究竟他們是否能成功守護巨龍城堡和珍貴的朋友們呢？
Pororo
- 台灣配音：巫玉羚

小龍
- 台灣配音：蕭秀玲

波比（珀比）
- 台灣配音：王俊博

艾迪
- 台灣配音：何宥妊

露比
- 台灣配音：沈育如

哈利
- 台灣配音：謝佼娟

小阿西（配音：鄭可欣（台灣））
真實的樣子是阿西，因為不珍惜朋友而導致力量被封印在龍之心裡面而變小了
阿西（配音：莊汶錡（台灣））
為小阿西真正的模樣
魔法師凱德（配音：王辰驊（台灣））
一位騙子魔法師，癡心妄想的想要奪得阿西的龍之心來掌控世界
波特（配音：蘇振威（台灣））
阿西過去的夥伴
大砲錘龍族夥伴（配音：林廷龍（台灣））
阿西過去的朋友們

### 病毒剋星
（待补充）

## 主題曲
「Always Happy as Can Be」
台灣版主題曲
「Pororo」

## 露比的爆紅
露比在中國的「出圈」現象，起源於一組以「打工人」為主題的表情包。隨著網友的創意改編，這一角色逐漸呈現出多樣化的形象，並衍生出大量迷因、表情包和表情包，迅速在網路上擴散。露比的爆紅，不僅限於線上，線下的流行程度同樣顯示了她的廣泛吸引力。這隻粉紅色的小海狸，繼玲娜貝兒後，成為中國市場的「當紅明星」，再次彰顯了熱門角色對年輕群體的強大影響力。
2022年4月1日，露比在YouTube上開設了個人頻道，並發布了首支影片。
2023年5月4日，其官方頻道「ZANMANG LOOPY」也正式上線。
在中國，露比通過其活潑生動的情緒表達，引發了「打工人」群體的身份認同與情感共鳴，進一步推動了其表情包的廣泛傳播。
值得一提的是，露比將她的爪子放在頭頂的動作，創造了一個新穎的拍照手勢，這個手勢被稱為「Loopy Peace」，並在韓國藝人中大受歡迎，許多藝人也以此手勢進行合照。

## 播映

### 中國大陸
《小企鹅波露露》2013年在中國大陸開始上映。續2014年5月22日，中國大陸首家波露露主題樂園在北京愛琴海購物中心正式開業後，波露露主題樂園又分別在重慶和廣州落戶。

### 香港
| 翡翠台 星期六 10:45-11:15 節目 1月28日、4月15日停播                                                   | 翡翠台 星期六 10:45-11:15 節目 1月28日、4月15日停播                                                                                 | 翡翠台 星期六 10:45-11:15 節目 1月28日、4月15日停播 |
| --- | --- | --------------------------------------------------- |
| | 冰鎮企鵝仔 重播 第4輯，第25－26、1－4集 （2017年1月7日－1月21日）冰鎮企鵝仔(V) 第5輯 （2017年2月1日－5月7日）                       |                                                     |
| 喜羊羊與灰太狼之開心方程式 第1－26集                                                                  | 布公仔遊樂團 第1－18集 |                                                     |
| 翡翠台 星期六 10:15-10:45 節目 12月23日停播                                                           | |                                                     |
| Lego特約：帝國騎士 第4季                                                                              | 冰鎮企鵝仔 第6輯 （2017年1月2日－2018年12月30日）                                                                                   | 小馬寶莉 第7季                                      |
| 翡翠台 星期日 10:30-11:00 節目                                                                        | |                                                     |
| FAIRY TAIL魔導少年V                                                                                   | 冰鎮企鵝仔 第5輯第1－2、9－26集，重播 （2018年5月9日－7月9日）                                                                      | 咕嚕咕嚕魔法陣 第3季                                |
| 翡翠台 星期六 10:15-10:45 節目                                                                        | |                                                     |
| 小馬寶莉 第8季                                                                                        | 冰鎮企鵝仔 第6輯，重播 ↓ 第5輯第3－8集，重播 （2019年3月16日－6月29日）冰鎮企鵝仔 重製版，第1輯 第1－12集 （2019年7月6日－7月20日） | 小馬寶莉 第9季                                      |
| 翡翠台 星期六、日 17:00-17:30 節目                                                                    | |                                                     |
| BB動物來了 （第26－28集） （17:00-17:20） 動物講咩話? （第51－53集） （17:20-17:30） 【動畫時段取消】 | 冰鎮企鵝仔 重製版，第1輯 第13－52集 ↓ 第1－4集 重播 （2019年12月8日－2020年1月12日）                                                | 星期六 精算小魔女星期日 體‧真啲 【動畫時段取消】    |
| 翡翠台 星期日 09:30-10:00 節目                                                                        | |                                                     |
| 快盜戰隊VS警察戰隊                                                                                    | 冰鎮企鵝仔 第6輯，第1－8集 重播 （2020年2月9日－3月1日）                                                                            | 騎士龍戰隊                                          |
| 騎士龍戰隊                                                                                            | 冰鎮企鵝仔 （2021年2月14日－2月28日）                                                                                               | 魔進戰隊                                            |
| 翡翠台 星期日 10:00-10:30 節目                                                                        | |                                                     |
| 湊B同學仔                                                                                             | 冰鎮企鵝仔 第6輯第9－12集，重播 （2020年3月8日－3月15日）                                                                           | 旋風忍者                                            |

| 兒童台 星期日 06:30－07:00 節目           | 兒童台 星期日 06:30－07:00 節目                  | 兒童台 星期日 06:30－07:00 節目 |
| ----------------------------------------- | ------------------------------------------------ | ------------------------------- |
|                                           | 冰鎮企鵝仔 （2021年7月4日－9月26日）             |                                 |
| 頻道啟播                                  | 冰鎮企鵝仔（重製版）                             |                                 |
| Hands Up Channel 星期日 06:30－07:00 節目 |                                                  |                                 |
| 冰鎮企鵝仔                                | 冰鎮企鵝仔（重製版） （2021年10月3日－12月26日） | 寶石寵物VII                     |

## 外部連接
- 艾康尼斯娱乐公司官网 （页面存档备份，存于）
- 小企鹅Pororo官网
- 乐视网《小企鹅Pororo》